# Paprotki (Malechowo)
Paprotki (deutsch Neu Parpart) ist ein kleiner Ort in der polnischen Woiwodschaft Westpommern. Er gehört zur Landgemeinde Malechowo (Malchow) im Powiat Sławieński (Schlawe).

## Geografische Lage
Paprotki liegt 14 Kilometer südwestlich der Kreisstadt Sławno und ist über eine Stichstraße von der Nebenstraße zwischen Malechowo und Ostrowiec (Wusterwitz) zu erreichen. Der Ort liegt eingebettet zwischen den Dörfern Malechowo, Karwiczki (Neu Karwitz) und Żegocino (Segenthin). Im Süden bildet die Grabowa (Grabow) die Grenze.

## Geschichte
Im Gegensatz zu dem schon sehr alten Dorf Parpart (polnisch: Paproty) ist Neu Parpart erst im Jahre 1810 entstanden. Vor 1945 gab es hier bis zu 21 Haushaltungen mit vier großen und 16 mittelgroßen Hofstellen sowie 1 Schule. Das kleine Dorf verfügt über keinen Ortskern, sondern ist als Streusiedlung angelegt, die für etwa 100 Menschen Wohnort war. Das Land stammte zum größten Teil vom Schulzenhof Rubow in Parpart.
Neu Parpart war der Gemeinde Parpart zugeordnet und gehörte somit zum Amt und Standesamt Malchow und zum Amtsgerichtsbereich Schlawe. Es lag im Landkreis Schlawe i. Pom. im Regierungsbezirk Köslin der preußischen Provinz Pommern.
Nach 1945 wurde aus Neu Parpart der polnische Ort Paprotki in der Gmina Malechowo im Powiat Sławieński der Woiwodschaft Westpommern (bis 1998 Woiwodschaft Köslin).

## Kirche
Kirchlich lag Paprotki vor 1945 im Einzugsbereich von Malchow im Kirchenkreis Rügenwalde der Kirchenprovinz Pommern der evangelischen Kirche der Altpreußischen Union. Der Bezug nach Malechowo blieb auch nach 1945 erhalten, freilich nun in der Zugehörigkeit zum katholischen Dekanat Sławno im Bistum Köslin-Kolberg.

## Schule
Die einklassige Schule von Neu Parpart wurde 1931 an die Schule in Parpart angegliedert.